# Gabriel de Castilla
Gabriel de Castilla (Palencia, c. 1577 - cerca de Lima, Perú, c. 1620) fue un navegante y explorador español. Se le atribuye, junto al marinero neerlandés Dirck Gerrits Pomp, ser uno de los primeros europeos en avistar la Antártida, concretamente las islas Shetland del Sur a comienzos del siglo XVII.

## Biografía
Era hijo de Alonso de Castilla y Cárdenas y de Leonor de la Mata. Desde joven emprendió la carrera castrense y se incorporó al servicio en Nueva España como capitán de artillería. En 1605 Gabriel se casó con Genoveva de Espinosa y Lugo de Villasante en Lima, con la que tuvo un total de seis hijos: Diego, Lorenzo, Isabel, Ana, María y Jusepe Lázaro.
Zarpó de Valparaíso en marzo de 1603 al mando de tres naves: el galeón Jesús María, de 600 toneladas y 30 cañones; Nuestra Señora de la Visitación, que había pertenecido al corsario Richard Hawkins, y Nuestra Señora de las Mercedes, de 400 toneladas, en una expedición encomendada por su primo hermano el virrey del Perú, don Luis de Velasco y Castilla, para reprimir las incursiones de corsarios neerlandeses en los mares al sur de Chile.
Esa flotilla habría alcanzado los 64º de latitud sur. No se han hallado aún en archivos españoles documentos que confirmen la latitud alcanzada y las tierras avistadas; sin embargo, el relato del marinero neerlandés y exmiembro de la expedición de Jakob Mahu, Laurenz Claesz (en un testimonio sin fecha, pero probablemente posterior a 1607), documenta la latitud y la época. Claesz declara:

[haber] navegado bajo el Almirante don Gabriel de Castilla con tres barcos a lo largo de las costas de Chile hacia Valparaiso, i desde allí hacia el estrecho, en el año de 1603; i estuvo en marzo en los 64 grados i allí tuvieron mucha nieve. En el siguiente mes de abril regresaron de nuevo a las costas de Chile.

Esta latitud no sería sobrepasada sino hasta 1773 por el famoso navegante británico capitán James Cook, quien descendió hasta los 71º 10' de latitud sur.
Otro documento neerlandés, publicado en Ámsterdam en tres idiomas en 1622 afirma que a los 64º de latitud sur hay tierra:

[...] muy alta y montañosa, cubierta de nieve, como el país de Noruega, toda blanca, que parecía extenderse hasta las islas Salomón.

Esto parece confirmar un avistamiento previo a la publicación.
Según otras fuentes, partió con el navío Buena Nueva que comandaba desde puertos del Cono Sur. De acuerdo con dichas fuentes, el relato de su viaje indica que en el verano austral de 1603 superó los 60º de latitud sur, y observó tierras montañosas cubiertas de nieve. Las coordenadas de sus descubrimientos indican que reconoció a las islas actualmente llamadas islas Shetland del Sur (a las que llamó, por su navío, «islas de La Buena Nueva»), la parte septentrional de la península Antártica. Por las coordenadas que da y por la corografía (descripción de aspectos geográficos) que realiza es muy probable que hubiese llegado asimismo a las islas actualmente llamadas islas Melchior.
Otros historiadores atribuyen el primer avistaje de tierras antárticas al marino neerlandés Dirck Gerrits Pomp, que habría encontrado las islas Shetland del Sur. Según su relato, su nave fue desviada de curso por una tormenta después de trasponer el estrecho de Magallanes, al regreso de una expedición de pillaje a la India, en 1599. Existen dudas sobre la veracidad del relato de Gerrits.

## Legado
La Base Antártica Española Gabriel de Castilla situada en la isla Decepción (islas Shetland del Sur), lleva su nombre. Fundada en el verano austral 1989-90, opera solo en verano.